# Староюлдашево
Староюлда́шево (рос. Староюлдашево) — село у складі Червоногвардійського району Оренбурзької області, Росія.

## Населення
Населення — 405 осіб (2010; 444 у 2002).
Національний склад (станом на 2002 рік):
- башкири — 91 %